# Hoét đuôi cụt bụng vằn
Hoét đuôi cụt bụng vằn (tên khoa học: Heteroxenicus stellatus) là một loài chim trong họ Muscicapidae.